# 存在量化
在谓词逻辑中，存在量化是对论域内至少一个成员的性质或关系的论断。在符号逻辑中，存在量词「∃」是用来指示存在量化的符号。
它相对于声称某些谓词对所有事物都为真的全称量化。

## 基础
要表达“某些自然数自乘得25”这个命题，一种方式是：
{\displaystyle 0\times 0=25}，或{\displaystyle 1\times 1=25}，或{\displaystyle 2\times 2=25}，或{\displaystyle 3\times 3=25}，以此类推。
因为使用了“或”一词，这看上去是逻辑析取。然而形式逻辑中的析取概念却不能表达出“以此类推”一词的含义，因此该命题并不能在形式逻辑中解读。
因此将该命题改述为
存在自然数{\displaystyle n}，{\displaystyle n\times n=25}。
也可表达为
对于某些自然数{\displaystyle n}，{\displaystyle n\times n=25}。
这便是一个使用存在量化的单一命题。该命题比原命题更精确，因为“以此类推”一词想表示的是要包括所有的自然数、且除此之外不包括任何其它内容，但语言中并没有明确地陈述这点，这便是“以此类推”一词不能被形式地解释的根本原因。
这个新命题为真，因为5是自然数，而当把5代入{\displaystyle n}时，可以得到{\displaystyle 5\times 5=25}。尽管大多数自然数{\displaystyle n}都不满足{\displaystyle n\times n=25}，但存在至少一个解足以举证存在命题为真。反之，“存在偶数{\displaystyle n}，{\displaystyle n\times n=25}”为假，因为一个偶数解也不存在。
然而，“存在奇数{\displaystyle n}，{\displaystyle n\times n=25}”为真，因为5是奇数。这演示了论域的重要性——确定变量n的取值范围。限制存在量化的论域要使用逻辑合取。例如“存在奇数{\displaystyle n}，{\displaystyle n\times n=25}”逻辑等价于“存在自然数{\displaystyle n}，{\displaystyle n}是奇数且{\displaystyle n\times n=25}”。这里的“且”构造出了逻辑合取。
在符号逻辑中，使用存在量词“∃”（反写的无衬线体的字母"E"）来表示存在量化。所以如果{\displaystyle P(a,b,c)}是谓词“{\displaystyle a\times b=c}”，而{\displaystyle \mathbb {N} }则是自然数集，那么有
{\displaystyle \exists {n}{\in }\mathbb {N} \,P(n,n,25)}
表示的是真命题“存在自然数{\displaystyle n}，{\displaystyle n\times n=25}”。
类似的，如果{\displaystyle Q(n)}是谓词“{\displaystyle n}是偶数”，那么有
{\displaystyle \exists {n}{\in }\mathbb {N} \,{\big (}Q(n)\;\!\;\!{\wedge }\;\!\;\!P(n,n,25){\big )}}
表示的是假命题“存在自然数{\displaystyle n}，{\displaystyle n}是偶数且{\displaystyle n\times n=25}”。